# Гусеница (приток Кузнечихи)
Гусеница — река в России, протекает по Республике Коми, истоки реки находятся на границе с Архангельской областью. Устье реки находится в 25 км по левому берегу реки Кузнечиха. Длина реки составляет 36 км.

## Данные водного реестра
По данным государственного водного реестра России относится к Двинско-Печорскому бассейновому округу, водохозяйственный участок реки — Печора от водомерного поста Усть-Цильма и до устья, речной подбассейн реки — бассейны притоков Печоры ниже впадения Усы. Речной бассейн реки — Печора.
Код объекта в государственном водном реестре — 03050300212103000079431.